# Macdunnoughia purissima
Macdunnoughia purissima är en fjärilsart som beskrevs av Butler 1878. Macdunnoughia purissima ingår i släktet Macdunnoughia och familjen nattflyn. Inga underarter finns listade i Catalogue of Life.